# Capitão Andrade
Capitão Andrade là một đô thị thuộc bang Minas Gerais, Brasil. Đô thị này có diện tích 276 km², dân số năm 2007 là 4801 người, mật độ 15,1 người/km².